# Riberalta (município)
Riberalta é um município do Departamento de Beni na Bolívia.